# Église de l'Assomption-de-la-Bienheureuse-Vierge-Marie de Détroit
Pour les articles homonymes, voir Église de l'Assomption.
L'église de l'Assomption-de-la-Bienheureuse-Vierge-Marie (en anglais : Assumption of the Blessed Virgin Mary Church ; connue familièrement sous le nom d'Assumption Grotto Church) est une église catholique de Détroit aux États-Unis. Cette église, qui appartient à l'archidiocèse de Détroit et qui est dédiée à l'Assomption, est inscrite au Registre national des lieux historiques depuis 1991.

## Historique

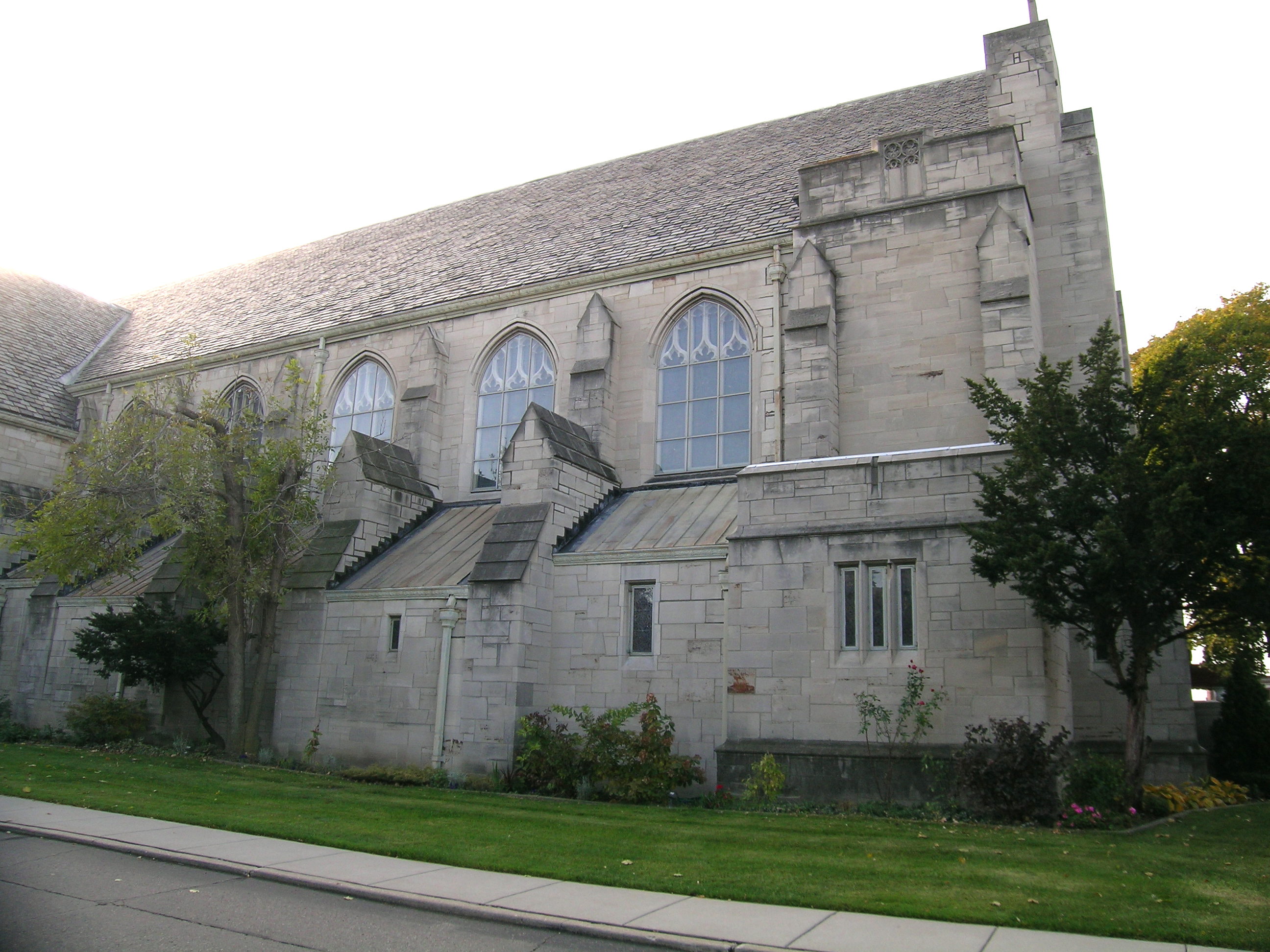
Vue de côté de l'église

Lorsque les premiers immigrants allemands arrivent en 1830 à Détroit, la ville est frappée par une épidémie de choléra. Ils évitent donc la ville et s'installent plus au nord à Gratiot, où une poignée d'immigrés français vivaient déjà. Les Allemands fondent une petite colonie dénommée Connor's Creek et construisent une modeste église de rondins dans un endroit appelé Kirchen Wald (bois de l'église, en allemand), à l'emplacement de l'église actuelle. Bientôt des missionnaires rédemptoristes sont appelés à la desservir et elle est dédiée à l'Assomption de la Vierge Marie et appelée également Sainte-Marie-des-Bois (St. Mary's in the Woods).
L'église est élevée au rang d'église paroissiale en 1847. C'est alors historiquement la deuxième paroisse catholique fondée dans ce qui deviendra l'actuelle ville de Détroit. Un curé permanent, le père Amandus Vandendriessche, la dessert à partir de 1852. Il fait, cette même année, construire une église de briques qui peut accueillir cinq cents fidèles. Le père Vandendriessche voyage en France en 1876 et fait à cette occasion un pèlerinage à Lourdes. Il est tellement impressionné par le sanctuaire de Lourdes qu'il décide à son retour d'édifier une réplique de la grotte des apparitions. L'ouvrage est commandé à Peter Dederichs et achevé en 1881. Le pape Léon XIII lui attribue, le 30 avril 1882, le privilège des indulgences plénières et partielles, pour tout visiteur y priant  pour la propagation de la foi.
Détroit s'agrandit rapidement au fur et à mesure de son industrialisation au début du XXe siècle, et la paroisse en profite également. Une troisième église est construite en 1907 après un incendie, ainsi qu'en 1917-1918 une nouvelle maison paroissiale servant aussi de cure, puis un couvent dans les années 1920.
La population des fidèles continue à augmenter, si bien qu'une quatrième église plus grande est construite en 1928-1929. Les plans et les travaux sont effectués par le cabinet d'architecture Aloys Franck Hermann de Détroit. La nouvelle église est consacrée le 22 septembre 1929.

## Aujourd'hui
L'église est fameuse dans la région grâce à sa grotte de Lourdes. Les messes sont quotidiennes avec des messes en latin selon le rite extraordinaire.

## Architecture
L'église de l'Assomption de la BVM est de style néogothique et de plan basilical. Elle est construite en pierres. Les autels et les tables de communion sont en marbre italien. L'intérieur est également orné de vitraux illustrant la vie de la Vierge Marie et de saints.
La maison paroissiale et le couvent sont bâtis en briques, ainsi que la petite chaufferie près de la grotte. Le cimetière avec ses sépultures du XIXe siècle se trouve derrière l'église. Une haute statue de Notre-Dame de Lourdes fait face au quartier de Gratiot. Tout cet ensemble fait partie de la liste du National Register of Historic Places.
La grotte de Lourdes se trouve à l'arrière du cimetière. Elle est construite en pierres, dont certaines sont gravées de noms et de dédicaces de pèlerins. Sur la fontaine qui précède la grotte sont inscrits les mots suivants: « Glory to the One Triune God, Now and Forever. »

## Source
- (en) Cet article est partiellement ou en totalité issu de l’article de Wikipédia en anglais intitulé « Assumption of the Blessed Virgin Mary Church » (voir la liste des auteurs).